# Campeonato Citadino de Porto Alegre
Het Campeonato Citadino de Porto Alegre was een stadscompetitie voor voetbalclubs uit Porto Alegre, de hoofdstad van de Braziliaanse staat Rio Grande do Sul.
Aanvankelijk was dit de enige competitie in de staat en kon de winnaar dus als staatskampioen gezien worden. Na de oprichting van de Federação Gaúcha de Futebol en een jaar later van het Campeonato Gaúcho, verloor het stadskampioenschap aan aanzien. Er waren vaak onenigheden waardoor clubs zich afscheurden en een rivaliserende competitie opzetten, waardoor er in sommige jaren meerdere kampioenen waren. In 1953 werd de competitie uitgebreid met clubs uit het hele voorstedelijk gebied van Porto Alegre en de competitie werd omgedoopt in Campeonato Metropolitano. Na de eenwording van het Campeonato Gaúcho in 1961 werd de competitie overbodig en niet meer gespeeld. De voetbalbond probeerde de competitie in 1972 nieuw leven in te blazen, maar het bleef bij één keer.

## Overzicht
- 1910 - Militar Foot Ball Club (LPAF)
- 1911 - Grêmio (LPAF)
- 1912 - Grêmio (LPAF)
- 1913 - Grêmio (AFPA)
- 1913 - Internacional (LPAF)
- 1914 - Internacional (LPAF) & Grêmio (AFPA)
- 1915 - Internacional (LPAF) & Grêmio (AFPA)
- 1916 - Internacional (FSRG)
- 1917 - Internacional (FSRG)
- 1918 - Cruzeiro (FSRG)
- 1919 - Grêmio (APAD)
- 1920 - Internacional (APAD) & Grêmio (FRGD)
- 1921 - Cruzeiro (APAD) & Grêmio (APAF)
- 1922 - Internacional (APAD) & Grêmio (APAF)
- 1923 - Fussball Club Porto Alegre (APAD) & Grêmio (APAF)
- 1924 - Americano (APAD)
- 1925 - Grêmio (APAD)
- 1926 - Grêmio (APAD)
- 1927 - Internacional (APAD)
- 1928 - Americano (APAD)
- 1929 - Cruzeiro (APAD) & Americano (AMGEA)
- 1930 - Grêmio (AMGEA)
- 1931 - Grêmio (AMGEA)
- 1932 - Grêmio (AMGEA)
- 1933 - Grêmio (AMGEA)
- 1934 - Internacional (AMGEA)
- 1935 - Grêmio (AMGEA)
- 1936 - Internacional (AMGEA)
- 1937 - Novo Hamburgo(AMGEA) & Grêmio (AMGEA-E)
- 1938 - Renner (AMGEA) & Grêmio (AMGEA-E)
- 1939 - Grêmio (AMGEA)
- 1940 - Internacional (AMGEA)
- 1941 - Internacional (FRGF)
- 1942 - Internacional (FRGF)
- 1943 - Internacional (FRGF)
- 1944 - Internacional (FRGF)
- 1945 - Internacional (FRGF)
- 1946 - Grêmio (FRGF)
- 1947 - Internacional (FRGF)
- 1948 - Internacional (FRGF)
- 1949 - Grêmio (FRGF)
- 1950 - Internacional (FRGF)
- 1951 - Internacional (FRGF)
- 1952 - Internacional (FRGF)
- 1953 - Internacional (FRGF)
- 1954 - Renner (FRGF)
- 1955 - Internacional (FRGF)
- 1956 - Grêmio (FRGF)
- 1957 - Grêmio (FRGF)
- 1958 - Grêmio (FRGF)
- 1959 - Grêmio (FRGF)
- 1960 - Grêmio (FRGF)
- 1972 - Internacional (FGF)

## Titels per club
| Club                   | Titels | Jaren |
| ---------------------- | ------ | --- |
| Grêmio                 | 29     | 1911, 1912, 1913, 1914, 1915, 1919, 1920, 1921, 1922, 1923, 1925, 1926, 1930, 1931, 1932, 1933, 1935, 1937, 1938, 1939, 1946, 1949, 1956, 1957, 1958, 1959, 1960, 1964 e 1965 |
| Internacional          | 24     | 1913, 1914, 1915, 1916, 1917, 1920, 1922, 1927, 1934, 1936, 1940, 1941, 1942, 1943, 1944, 1945, 1947, 1948, 1950, 1951, 1952, 1953, 1955 e 1972                               |
| Americano              | 3      | 1924, 1928, 1929 |
| Cruzeiro               | 3      | 1918, 1921, 1929 |
| Renner                 | 2      | 1938, 1954 |
| Militar Foot Ball Club | 1      | 1910 |
| Fussball               | 1      | 1923 |
| Novo Hamburgo          | 1      | 1937 |

1910 · 1911 · 1912 · 1913 · 1914 · 1915 · 1916 · 1917 · 1918 · 1919 · 1920 · 1921 · 1922 · 1923 · 1924 · 1925 · 1926 · 1927 · 1928 · 1929 · 1930 · 1931 · 1932 · 1933 · 1934 · 1935 · 1936 · 1937 · 1938 · 1939 · 1940 · 1941 · 1942 · 1943 · 1944 · 1945 · 1946 · 1947 · 1948 · 1949 · 1950 · 1951 · 1952 · 1953 · 1954 · 1955 · 1956 · 1957 · 1958 · 1959 · 1960 · 1972